# Valea Seacă (okręg Neamț)
Valea Seacă – wieś w Rumunii, w okręgu Neamț, w gminie Bălțătești. W 2011 roku liczyła 1405 mieszkańców.